# 1261

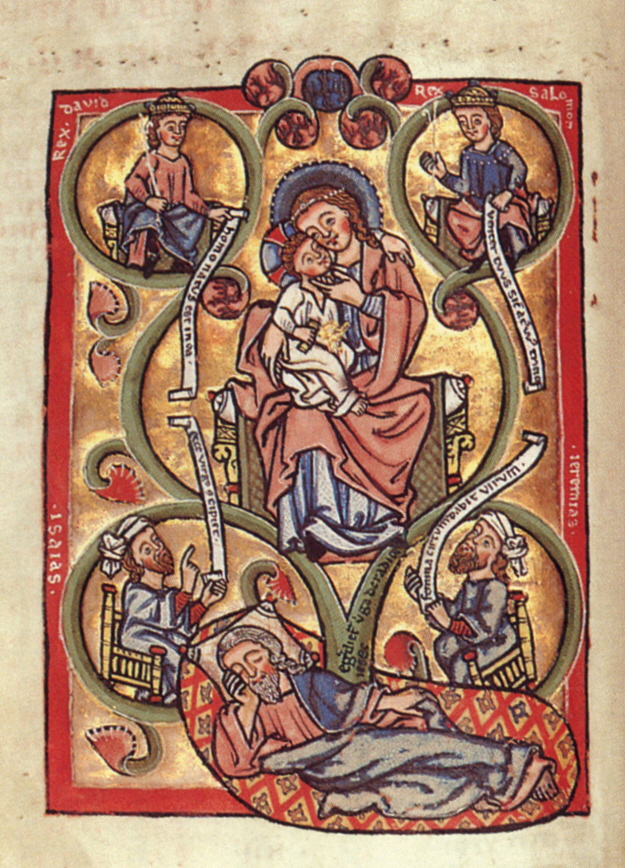
De stam van Jesse met Maria en kind; Miniatuur uit het Scherenberg-Psalter,Straatsburg, rond 1260

Het jaar 1261 is het 61e jaar in de 13e eeuw volgens de christelijke jaartelling.

## Gebeurtenissen
- 25 juli - Een kleine groep Niceaanse strijders onder Alexios Strategopoulos weet de stad Constantinopel in te nemen. Einde van het Latijnse Keizerrijk en herstel van het Byzantijnse Keizerrijk met keizer Michaël VIII Palaiologos van Nicea als keizer.
  - Na de inname van de stad wordt de Venetiaanse wijk platgebrand.
- Michaël VIII Palaiologos laat keizer Johannes IV Doukas Laskaris van Nicea blind maken en gevangen zetten, en is daarmee de enige houder van de keizerstroon.
- Hasan-Jalal, de koning van Artsach, wordt gedood in opdracht van Argun Khan. Het koninkrijk Artsach komt hiermee ten einde, maar zijn nakomelingen blijven als prinsen het gebied besturen.
- Koning Mindaugas van Litouwen verbreekt zijn bondgenootschap met de Lijflandse Orde. Vermoedelijk keert hij ook terug van het christendom naar het heidendom.
- Groenland wordt geannexeerd door Noorwegen.
- De Universiteit van Northampton wordt gesticht.
- kloosterstichting: Oud Leeuwenhorst
- Waldemar I van Zweden trouwt met Sophia van Denemarken
- oudst bekende vermelding: Blokland, Etten, Sterkenburg

## Kunst en literatuur
- Gebouwd: Kasteel Schonauwen

## Opvolging
- Abbasiden (kalief van Caïro) - Al-Mustansir als opvolger van Al-Musta'sim (kalief van Bagdad)
- Brabant - Hendrik III opgevolgd door zijn zoon Hendrik IV onder regentschap van diens moeder Aleidis van Bourgondië
- Chatsjen - Hasan-Jalal opgevolgd door Atabak-Ivane I
- patriarch van Constantinopel - Niceforus II opgevolgd door zijn voorganger Arsenius Autoreianus
- Keulen - Koenraad van Hochstaden opgevolgd door Engelbert II van Valkenburg
- Neurenberg - Koenraad I opgevolgd door zijn zoon Frederik III
- paus (29 augustus) - Alexander IV opgevolgd door Jacques Pantaléon als Urbanus IV

## Geboren
- 28 februari - Margaretha van Schotland, echtgenote van Erik II van Noorwegen
- 9 oktober - Dionysius, koning van Portugal (1279-1325)
- Bohemund VII - graaf van Tripoli en titulair vorst van Antiochië (1275-1287)
- Daniël, vorst van Moskou

## Overleden
- 28 februari - Hendrik III (~29), hertog van Brabant (1248-1261)
- 25 mei - Alexander IV (~61), paus (1254-1261)
- 8 juli - Adolf IV, graaf van Schauenburg en Holstein
- 28 september - Koenraad van Hochstaden (~56), aartsbisschop van Keulen
- 26 november - Hojo Shigetoki (63), Japans samoerai
- Hasan-Jalal, vorst van Chatsjen en koning van Artsach (1214-1261)
- Koenraad I van Neurenberg (~75), Duits edelman
- Sancha van Provence (~36), echtgenote van Richard van Cornwall